# 独り泣くひと
『ひとシリーズ 独り泣くひと』（ひとシリーズ ひとりなくひと）は、1968年11月4日から同年12月13日まで、朝日放送の制作により、TBS系全国ネットの昼ドラ枠『テレビ映画』で放送されていたテレビドラマである。全30話。放送時間は毎週月曜 - 金曜 13:15 - 13:45 （系列キー局のTBSでは15分先行の13:00 - 13:30）。

## キャスト
- 北川めぐみ
- 長谷川明男
- 新井奈津江
- 椎名勝巳

## スタッフ
- 監督：神谷吉彦、小山幹夫
- 脚本：生田直親、鈴木彰